# Le Mort qui marche
Pour les articles homonymes, voir The Walking Dead.
Pour plus de détails, voir Fiche technique et Distribution.
Le Mort qui marche (The Walking Dead) est un film américain réalisé par Michael Curtiz sorti en 1936.

## Résumé
John Ellman (Boris Karloff) vient de sortir de prison, sa peine de 10 ans d'emprisonnement étant purgée. Il recherche du travail, mais sans succès. Quelques heures après sa sortie de prison, il est soupçonné du meurtre du juge Shaw (celui-là même qui l'a fait condamner la première fois) et est incarcéré. Bien qu'il soit totalement étranger à cette affaire, il est condamné à mort. Des témoins de dernière minute se présentent pour qu'il soit innocenté, mais sans succès : il est exécuté par électrocution.
Le Dr Evan Beaumont (Edmund Gwenn) récupère le cadavre encore chaud d'Ellman et parvient à le faire revivre dans le cadre d'une expérience scientifique visant à réanimer un corps mort afin de savoir ce qu'il advient de l'âme après la mort.
Bien que John Ellman ne sache pas qui a fait en sorte qu'il a été condamné à tort, il devine que sa mise à mort arrangeait des personnes haut placées. Il fomente sa vengeance, et chacun des membres de la conspiration meurt de frayeur après une rencontre avec Ellman.
Confronté aux deux derniers méchants, Ellman est abattu et meurt, sans avoir révélé au Dr Beaumont ce que devient l'âme après la mort. Le médecin est avisé par les autorités qu'il doit cesser ses expériences.

## Fiche technique
- Titre original : The Walking Dead
- Réalisation : Michael Curtiz
- Scénario : Robert Hardy Andrews, Ewart Adamson, Lillie Hayward
- Société de production : Warner Bros. Pictures
- Chef-opérateur : Hal Mohr
- Musique : Bernhard Kaun (non crédité)
- Montage : Thomas Pratt
- Costumes : Orry-Kelly
- Genre : Crime, Horreur, Science-fiction
- Durée : 66 minutes
- Date de sortie : 10 mai 1936 prod First National W.B.
- Pays : États-Unis
- Affiche : Joseph Koutachy (France)

## Distribution
- Boris Karloff : John Ellman
- Ricardo Cortez : Nolan
- Edmund Gwenn : Dr Evan Beaumont
- Marguerite Churchill : Nancy
- Warren Hull : Jimmy
- Barton MacLane : Loder
- Henry O'Neill : Procureur Werner
- Joseph King : Juge Roger Shaw
- Addison Richards : Le gardien de prison
- Paul Harvey : Blackstone
- Robert Strange : Merritt
- Joe Sawyer : ’Trigger’ Smith
- Eddie Acuff : Betcha
- Kenneth Harlan : Martin
- Miki Morita : Sako, le majordome de Loder
- George Beranger (non crédité) : Le majordome de Nolan

## Commentaires
Le film met notamment en scène le thème de l'erreur judiciaire et celui de la créature de Frankenstein, avec la récupération d'un cadavre et le retour à la vie. Le fait que l'acteur choisi pour le rôle principal soit Boris Karloff n'est pas anodin, puisque l'acteur avait déjà joué le rôle de la créature dans d'autres films.
Par ailleurs, il y a un jeu de mots avec le nom du personnage principal : Ellman peut faire référence à « Hell-man » (« homme de l'Enfer »).